# Jussie Smollett
Jussie Smollett, född som Justin Smollett den 21 juni 1982 i Santa Rosa, Kalifornien, är en amerikansk skådespelare och sångare. 
Smollett inledde sin karriär som barnskådespelare 1987 och medverkade då i filmer som Mästarna (The Mighty Ducks) och Snacka om rackartyg (North). 2015 spelade han rollen som musikern Jamal Lyon i TV-serien Empire och medverkade senare i filmerna Alien: Covenant och Marshall. Han är bror till skådespelarna Jurnee och Jake Smollett.
I december 2021 fälldes Smollett för att ha iscensatt en påhittad hatattack mot honom i januari 2019 med rasistiska och homofoba förtecken. Domstolen i Cook County i Illinois gjorde bedömningen att den påstådda attacken aldrig har ägt rum.